# 傾晦姬蝽
傾晦姬蝽（学名：Phorticus affinis）为姬蝽科晦姬蝽屬下的一个种。